# Jorge López Montaña
Jorge López Montaña (Logroño, 19 settembre 1978) è un ex calciatore spagnolo, di ruolo centrocampista.
È il fratello di Íñigo, anch'egli calciatore.

## Carriera
Cresciuto nelle giovanili del CD Logroñés, Jorge López è arrivato al Villarreal nel 1999.
Nella sua prima stagione da giocatore del Submarino Amarillo ha ottenuto la promozione nella massima serie, in cui ha debuttato il 10 settembre 2000 nella partita persa per 1-5 contro il Rayo Vallecano.
In cinque anni con il Villarreal ha collezionato più di cento presenze prima di passare al Valencia. Nella prima stagione con il Valencia ha vinto il campionato e la Coppa UEFA. Nella stagione 2004-2005 ha giocato in prestito al Maiorca, prima di ritornare a Valencia.
Svincolatosi dal Valencia nel 2007 ha firmato per il Racing Santander, con questa squadra ha giocato una stagione e si è qualificato in Coppa UEFA.
Il 1º settembre 2008 è stato ceduto in Segunda División al Real Saragozza ed ha contribuito alla promozione della squadra aragonese. Alla fine della stagione 2010-2011, in cui ha giocato 27 partite, è rimasto svincolato.
Nella stagione 2011-2012 milita nell'OFI Creta, squadra della Souper Ligka Ellada con sede a Candia. Nel gennaio 2013 passa da svincolato al Gent, in Belgio, dove in panchina siede il suo connazionale Víctor Fernández. Debutta in Pro League (la massima serie belga) il 2 febbraio 2013 contro il Beerschot. Dopo sei mesi lascia il club da svincolato.
Nel febbraio 2014 torna in Spagna al Cadice, in Segunda División B, con cui colleziona 10 presenze e una rete prima di ritirarsi dal calcio giocato al termine della stagione.

## Palmarès

### Competizioni internazionali
- Coppa Intertoto UEFA: 1

Villarreal: 2003
- Coppa UEFA: 1

Valencia: 2003-2004

### Competizioni nazionali
- Campionato spagnolo: 1

Valencia: 2003-2004